# Goodbye Blue Sky
Goodbye Blue Sky ist ein Titel der britischen Rockband Pink Floyd aus dem 1979 veröffentlichten Konzeptalbum The Wall.

## Inhalt
Wie alle anderen Lieder aus The Wall erzählt Goodbye Blue Sky einen Teil der Geschichte des Protagonisten Pink, der zu seinem Schutz vor emotionalen Einflüssen eine imaginäre Mauer errichtet.
In diesem Lied beschreibt Pink die Erinnerung an die Luftangriffe auf Großbritannien im Zweiten Weltkrieg.

## Musik
Goodbye Blue Sky, eines der ruhigen Lieder auf dem Album, wird musikalisch von Synthesizern dominiert, kombiniert mit akustischen und elektrischen Gitarren, gespielt von David Gilmour.

## Film
Hier findet Goodbye Blue Sky schon vor The Happiest Days of Our Lives statt.
Am Anfang ist zu sehen, wie eine Taube friedlich herumfliegt, worauf ein deutsches Kampfflugzeug (stilisiert durch einen stählernen schwarzen Greifvogel) auftaucht; diese im Flug durchstösst und bedrohlich seine Schwingen ausbreitet. Unten sind Gestalten mit Gasmasken zu sehen.

## Besetzung
- Roger Waters – Synthesizer
- David Gilmour – Synthesizer, Gitarre, E-Bass, Gesang
- Richard Wright – Synthesizer

in Zusammenarbeit mit:
- Harry Waters – Kinderstimme